# Chris Sarandon
Christopher Sarandon (24 juli 1942) is een Amerikaans acteur.
Hij is vooral bekend als de stem van Jack Skellington in de film The Nightmare Before Christmas en haar spin-offs, als de vampier Jerry Dandridge in Fright Night, als detective Mike Norris in de Child's Play-films, als Prince Humperdinck in The Princess Bride en als Leon in Dog Day Afternoon
Tot 1979 was hij getrouwd met Susan Sarandon, die zijn naam bleef dragen tijdens haar carrière.